# Koninklijke Scoutsharmonie Sint-Leo (Brugge)
De Koninklijke Scoutsharmonie Sint-Leo in Brugge is een muziekharmonie die deel uitmaakt van de gelijknamige scoutsgroep.

## Ontstaan
De scoutsgroep Sint-Leo werd gesticht in 1920, als afdeling van de vakantiebond 'De Jeugd', die binnen het Brugse Sint-Leocollege werd geleid door Albert Depiere, met geestelijke bijstand door priester André Lebbe (Poperinge 22 augustus 1888 - Brugge 4 februari 1947).
Kort na de oprichting werd, onder de leiding van Lebbe, een 'fanfare' georganiseerd, bestaande uit vier trompetspelers en een paar bazuinen en hoorns. Het eerste optreden, met 20 muzikanten, vond plaats op 5 november 1920 in de Steenstraat. In 1922 stapte de fanfare voor de eerste maal op in de Heilig Bloedprocessie. De kleine kern groeide verder aan en nam in 1924 de naam 'harmonie' aan. Wanneer Lebbe in 1926 het Sint-Leocollege verliet, gebeurde dit ook voor de harmonie die voortaan haar repetities hield in de oude afspanning 'Au Jambon' in de Spanjaardstraat. In 1930 werden alleen al in Brugge, 70 concerten in openlucht gegeven. Het concert van 13 juli 1930 werd uitgezonden door de radiopost gevestigd in Veltem. In 1934 besliste de scoutsgroep aan te sluiten bij het Vlaams Verbond voor Katholieke Scouts.
In 1937 was een verzwakking van de activiteiten merkbaar. Lebbe maakte er zijn beklag over dat de kwaliteit van de concerten maar middelmatig was en de aanwezigheid op de repetities ondermaats. Men besliste ernstige actie te ondernemen. Op 15 mei 1938 stapte de harmonie op in Brussel bij de 25ste verjaardag van scouting in België en in mei 1939 nam de harmonie aan de H.-Bloedprocessie deel met niet minder dan 150 spelers. Weldra werd het nieuwe elan door de oorlogsdreiging gedwarsboomd. Nog net een maand voor het uitbreken van de oorlog werd het twintigjarig bestaan feestelijk gevierd en nieuwe instrumenten vanwege milde schenkers in ontvangst genomen.

## Standvastige vooruitgang
Na vier jaar onderbreking, op 12 september 1944, de dag zelf dat Brugge bevrijd werd, kon men 100 man in uniform bijeenkrijgen die als feestvierende harmonie door de stad trokken. Voortaan zou de scoutsharmonie Sint-Leo bij iedere feestelijkheid of herdenking in Brugge van de partij zijn. De jaarlijkse eigen feesten waren het Sint-Jorisfeest (23 april) en het Sint-Ceciliafeest (22 november). Tegen het midden van de jaren 1950 had de harmonie een hoog peil van kwaliteit bereikt en telde het een 120-tal uitvoerders. Naast tientallen concerten in en rond Brugge, begon men ook af en toe aan buitenlandse reizen in de omringende landen.
In de jaren zestig begon de provincie West-Vlaanderen met het inrichten van jaarlijkse prijskampen, teneinde aan de harmonieën een klassificatie toe te kennen. De Harmonie Sint-Leo kwam telkens in de hoogste categorieën terecht, die 'uitmuntendheid' en 'ereafdeling' werden genoemd. 

## Jubilea
In 1962 werd, met twee jaar vertraging, de veertigste verjaardag van de scoutsgroep en harmonie gevierd. Op het Burgplein werden nieuwe instrumenten overhandigd en in de 'Volksschouwburg' had een concert- en ontspanningsavond plaats met uitreiking van eretekens. Onder de overhandigde instrumenten waren er acht klarinetten (persoonlijke gift van burgemeester Pierre Vandamme) en een tamboer-majoorstok (geschonken door de Brugse hoteliersbond). 
In 1970 vierde de harmonie haar Gouden jubileum. Op 31 mei ging een festival door, met 7 uitgenodigde harmonieën. Een reis naar Engeland met bezoek aan het huis van Baden Powell en aan het Gilwellpark, was de gelegenheid om concerten te geven, onder meer voor Saint-Paul's Cathedral in Londen. 
In 1995 werden feestelijkheden georganiseerd naar aanleiding van de 75ste verjaardag van de scoutsgroep en harmonie. Bij die gelegenheid werd een gedenkboek uitgegeven. In de stadsschouwburg werd een groot concert gegeven. De organisatie van concerten in binnenruimten behoorde voortaan tot de regelmatige activiteiten. Zo werd sindsdien ook een jaarlijks Nieuwjaarsconcert gegeven.
In 2010 vierde de harmonie haar 90ste verjaardag. Naast andere manifestaties gebeurde dit op 24 april 2010 met een groot feest in het Minnewaterpark. Er waren activiteiten voor scoutsleden en sympathisanten, en op de slotmanifestatie werd een nieuwe groepsvlag overhandigd. 
In 2020 viert de scoutsharmonie zijn 100ste 'verjaardag'.

## Dirigenten
- André Lebbe (1920-1921)
- Jules Lommée (1921-1929), overleden 1933
- Antoine Leclercq (1929-1955)
- Robert Rachels (1955-1985)
- Martin Gobyn (1985-1998)
- Bruno Leys (1998- )

## Tamboer-majoors
- Alfons Willems (1925-1954)
- Staf Catrysse (1954-1957)
- Matthieu Van Acker (1957-1987)
- Rolf Vermeulen (1987-1990)
- Jan Van de Velde (1990- )

## Samenstelling
De harmonie bestaat uit drie delen:
- het trommelkorps
- de klaroenen
- het harmonieorkest
- De jongerenharmonie (JOHA)

## Predicaat Koninklijk
Op 31 oktober 1961 werd het predicaat Koninklijk toegekend aan de Scoutsharmonie Sint-Leo. De toekenning had enkel betrekking op de harmonie en niet op de andere activiteiten van de groep als jeugdbeweging (zeescouts, landscouts). In algemene regel wordt het predicaat pas na 50 jaar toegekend maar voor de Sint-Leoharmonie werd dit met tien jaar vervroegd.